# John Westland Marston
 Der er flere personer med dette navn, se John Marston (flertydig).
John Westland Marston (født 30. januar 1819 i Boston i Lincolnshire, død 5. januar 1890 i London) var en engelsk dramatisk forfatter, far til Philip Bourke Marston.
Marston er forfatter til en række dramaer, som: The Patrician's Daughter (1842), Strathmore (1849). Betydeligst er lystspillene The Wife's Portrait (1862) og Pure gold (1863). I 1876 besørgede Marston selv en udgave af Dramatic and Poetical Works, 2 bind.